# 游酢
游 酢（ゆう さく、1053年 - 1123年）は、中国北宋時代の儒学者。字は定夫。廌山先生と号する。

## 略伝
建州建陽県（現在の福建省南平市建陽区）の出身。兄の游醇とともに学問・実行で世に知られる。若い頃から天下の英傑の子と交わり、程頤が開封に来たときに游酢の賢明さを見て将来必ず大成することを予言したという。程顥が扶溝知県として赴任し、学校を開いて地方の子弟を教えた時に、游酢を招いて教授を担当させた。元豊6年（1083年）に進士に登第し、越州の蕭山県尉となる。河南府の判事だった范純仁と知り合い、范純仁が潁昌府に転任するのに従い府学教授となり、范純仁が宰相となると大学博士となる。范純仁が宰相を退官すると斉州や泉州の籤判となった。徽宗が即位すると監察御史に任命され、その後は和州・舒州・濠州の知州となり、官を辞して故郷で没する。享年71。
游酢は常に時弊を論じ、士風刷新の必要を唱えた。「論士風」では、礼儀廉恥がゆきわたらなければ国家の存立は危殆に瀕すると力説した。その門下には呂本中・曾開・陳侁がいる。

## 著書
- 『易説』
- 『詩二南義』
- 『中庸義』
- 『論語解』10巻
- 『孟子解』
- 『廌山文集』10巻